# Metra
Pour le journaliste français, voir Louis-François Metra.
Le Metra (de son nom officiel Northeast Illinois Regional Commuter Railroad Corporation) est un réseau de chemin de fer de trains de banlieue desservant la ville de Chicago et une grande partie de son agglomération aux États-Unis.
Considéré comme le réseau express régional (RER) de Chicago, il contient actuellement 241 stations réparties sur 11 lignes différentes à travers six comtés du Grand Chicago : Cook, DuPage, Kane, Lake, McHenry et Will. Il est le lieu de plus de 80 millions de trajets par an sur un réseau de 797 kilomètres de voies à travers l'agglomération de Chicago.
Aujourd'hui, le Metra est l'une des trois sociétés de transport subventionnées et contrôlées par la Regional Transportation Authority (RTA), l'autorité organisatrice de transports dans l'aire métropolitaine de Chicago. Son siège est situé au 547 W. Jackson Blvd à Chicago, à l'angle sud-ouest de la gare d'Union Station.
Les principales gares de la ville de Chicago sont : Union Station, Millennium Station, Ogilvie Transportation Center et LaSalle Street Station.

## Histoire
Le service ferroviaire dans la banlieue de Chicago a lentement commencé à baisser à partir du milieu à la fin des années 1960, jusqu'au milieu des années 1970 si bien que leur avenir n'était à cette époque plus assuré.
L'exploitation des lignes de chemins de fer (la Burlington Northern, Milwaukee Road, Chicago & Northwestern, Illinois Central et bien d'autres) enregistraient à peine assez de gains pour continuer à assurer les services commerciaux. Cette situation, combinée avec un besoin d'équipements plus modernes et fiables (les lignes étaient encore exploitées avec des rames des années 1920).
Afin de répondre aux besoins de plus en plus grands, la ville de Chicago et l'État de l'Illinois décidèrent sous l'impulsion de Richard B. Ogilvie de créer la Regional Transportation Authority (RTA) en 1974 afin de mieux gérer et coordonner les différents transports publics de l’agglomération de Chicago. Le but avoué étant de créer un même réseau de lignes vers Chicago depuis sa large banlieue tout en y associant les vastes réseaux de bus et de métro de la Chicago Transit Authority (CTA). Au début, la flotte se composait de matériel de seconde main, jusqu'en 1976 lorsque la première commande de nouvelles locomotives EMD F40PH est arrivée.
En 1984, les activités ferroviaires des différentes compagnies  ont été réorganisées sous le Metra, responsable de la gestion des lignes de banlieue.

## Réseau
Le réseau des lignes du Metra ne fait que reprendre l'itinéraire d'anciennes lignes de chemin de fer de Chicago.
Jusqu'aux années 1960, Chicago possédait même 6 terminaux majeurs dont Union Station, Ogilvie Transportation Center et Millennium Station le sont toujours aujourd'hui en plus de LaSalle Street Station.
Central Station, Dearborn Station et Grand Central Station furent toutes les trois abandonnées et démolies.
Afin de fluidifier la circulation, tous les trains intercity de l'Amtrak furent centralisés à Union Station.
| Ligne                         | Terminal à Chicago            | Terminus                                      | Longueur | Stations | Date de construction | Ancien propriétaire                               |
| Heritage Corridor             | Union Station                 | Joliet                                        | 60 km    | 6        | 1947                 | Alton Railroad                                    |
| BNSF Railway Line             | Union Station                 | Aurora                                        | 61 km    | 26       | 1864                 | Chicago, Burlington and Quincy Railroad           |
| South West Service            | Union Station                 | Manhattan                                     | 67 km    | 13       | 1880                 | Wabash, St. Louis and Pacific Railway             |
| Milwaukee District/West Line  | Union Station                 | Elgin                                         | 65 km    | 22       | 1847                 | Chicago, Milwaukee, St. Paul and Pacific Railroad |
| North Central Service         | Union Station                 | Antioch                                       | 87 km    | 18       | 1851                 | Chicago, Milwaukee, St. Paul and Pacific Railroad |
| Milwaukee District/North Line | Union Station                 | Fox Lake                                      | 82 km    | 22       | 1924                 | Chicago, Milwaukee, St. Paul and Pacific Railroad |
| Union Pacific/West Line       | Ogilvie Transportation Center | Elburn                                        | 59 km    | 19       | 1865                 | Chicago and North Western Railway                 |
| Union Pacific/Northwest Line  | Ogilvie Transportation Center | Harvard ou McHenry                            | 102 km   | 23       | 1865                 | Chicago and North Western Railway                 |
| Union Pacific/North Line      | Ogilvie Transportation Center | Kenosha                                       | 84 km    | 27       | 1854                 | Chicago, Milwaukee, St. Paul and Pacific Railroad |
| Metra Electric Line           | Millennium Station            | South Chicago, Blue Island ou University Park | 81 km    | 49       | 1856                 | Illinois Central Railroad                         |
| Rock Island                   | LaSalle Street Station        | Joliet                                        | 66 km    | 25       | 1852                 | Chicago, Rock Island and Pacific Railroad         |
| ----------------------------- | ----------------------------- | --------------------------------------------- | -------- | -------- | -------------------- | ------------------------------------------------- |

### Principales gares desservies
- Union Station
- Millennium Station
- Ogilvie Transportation Center
- LaSalle Street Station
- Van Buren Street Station

### Autres gare liée au Metra
- 35th Street – Jones/Bronzeville Station

## Galerie d'images

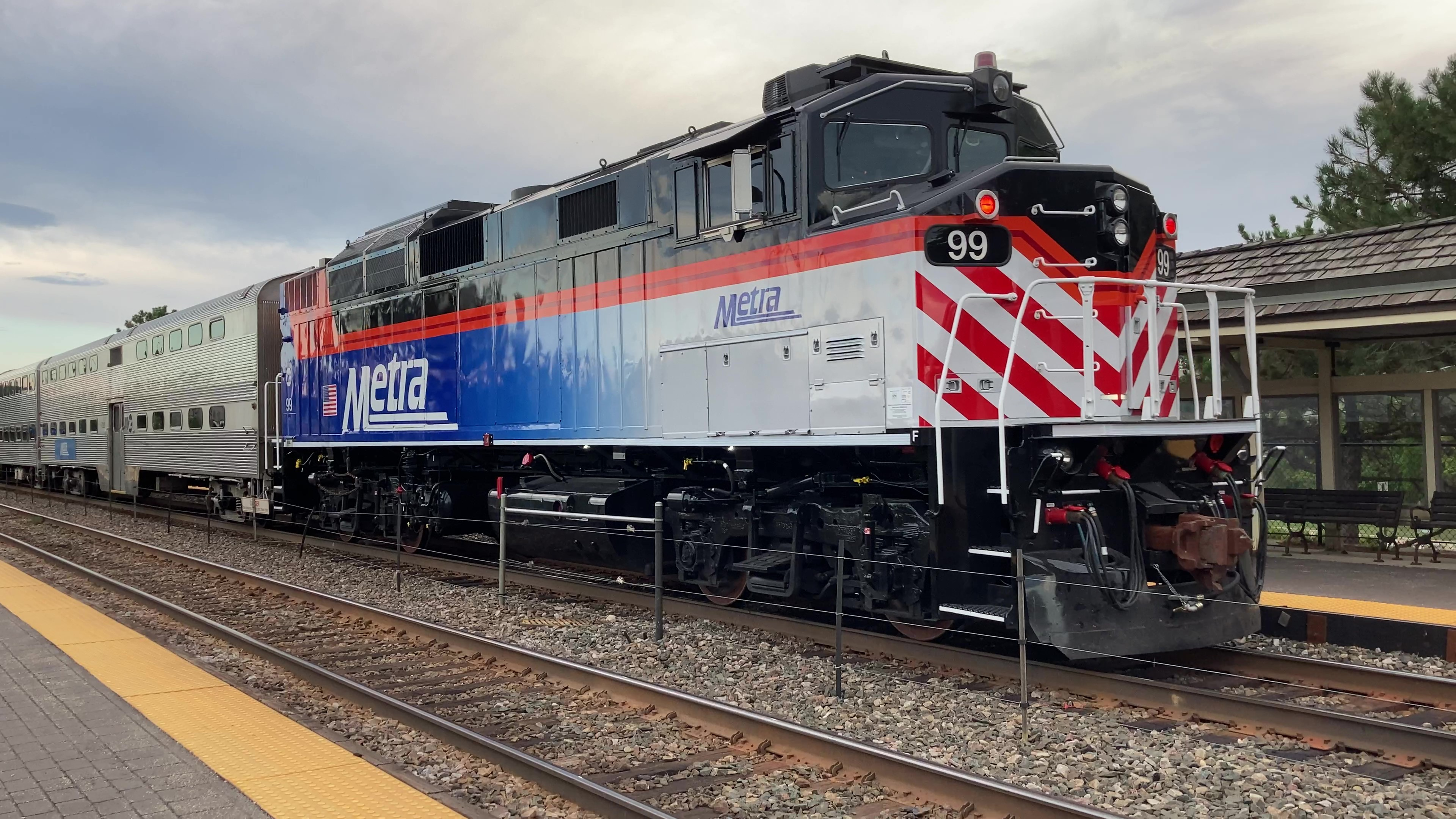
Train Metra.
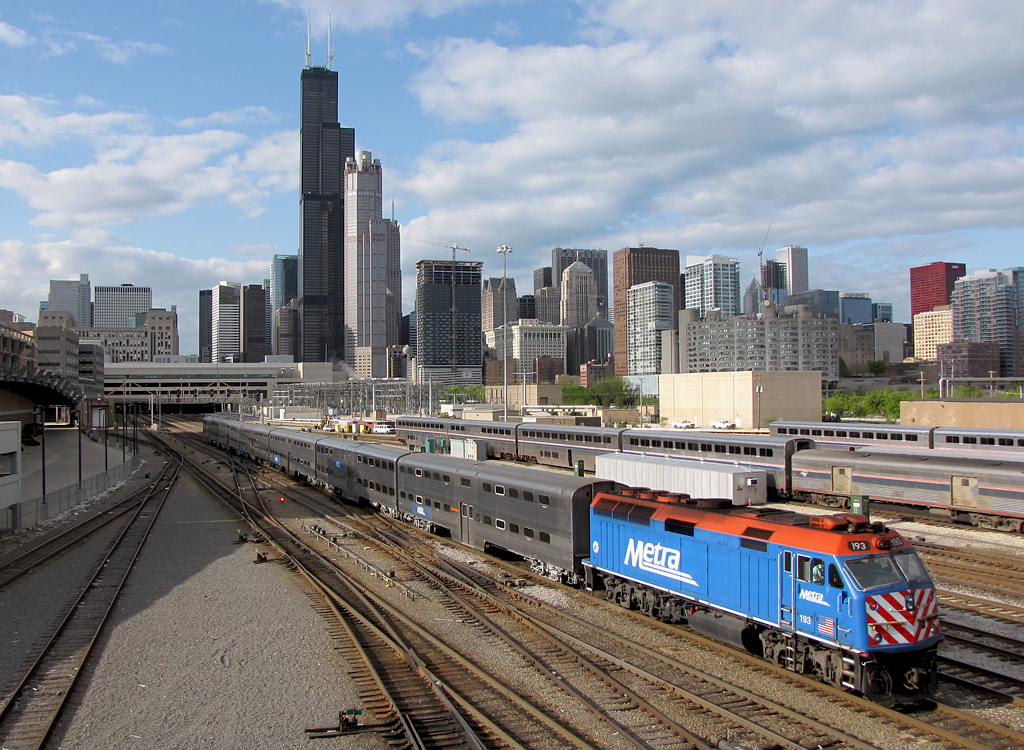
Un train Metra quittant Chicago.
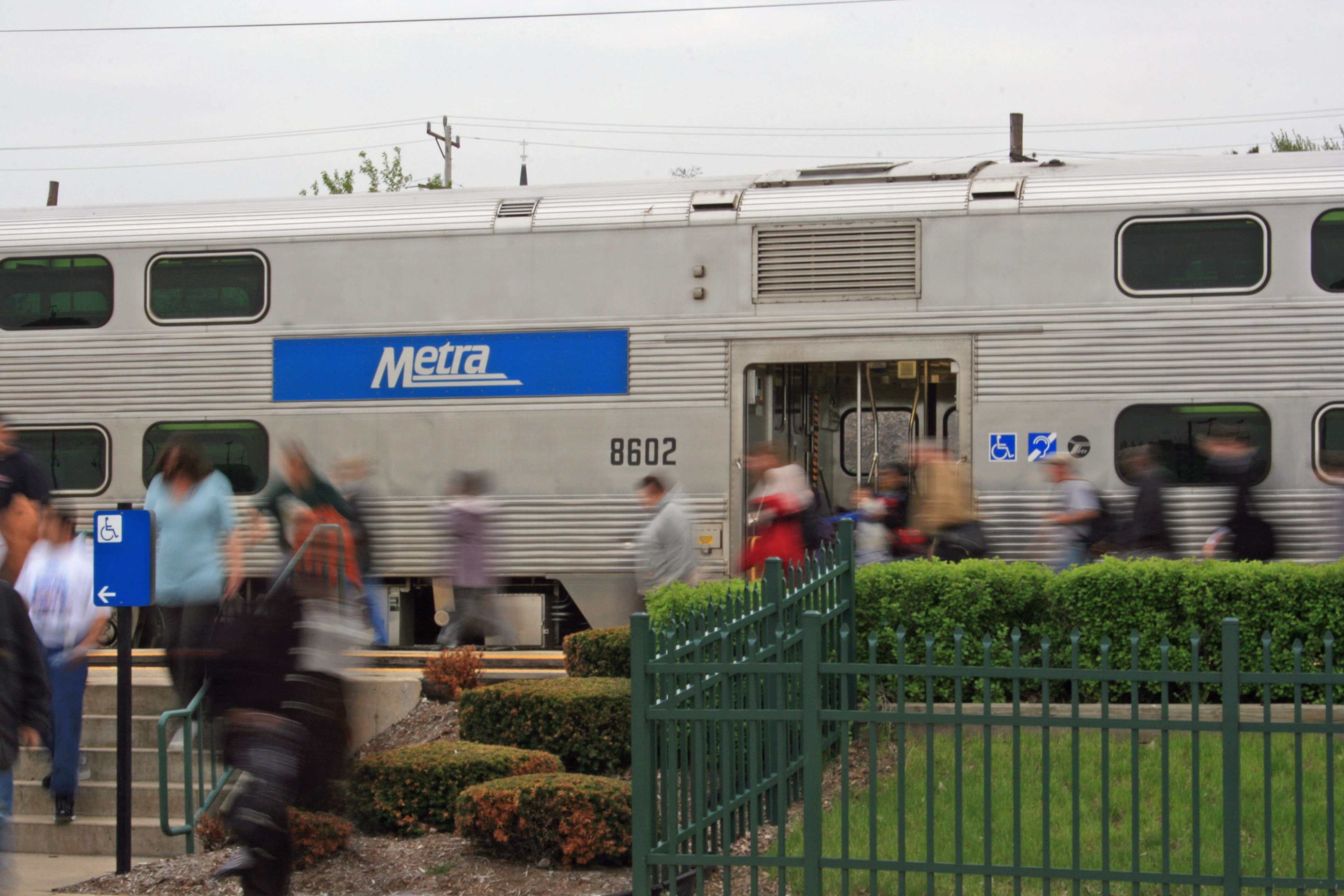
Train Metra en gare d'Aurora.
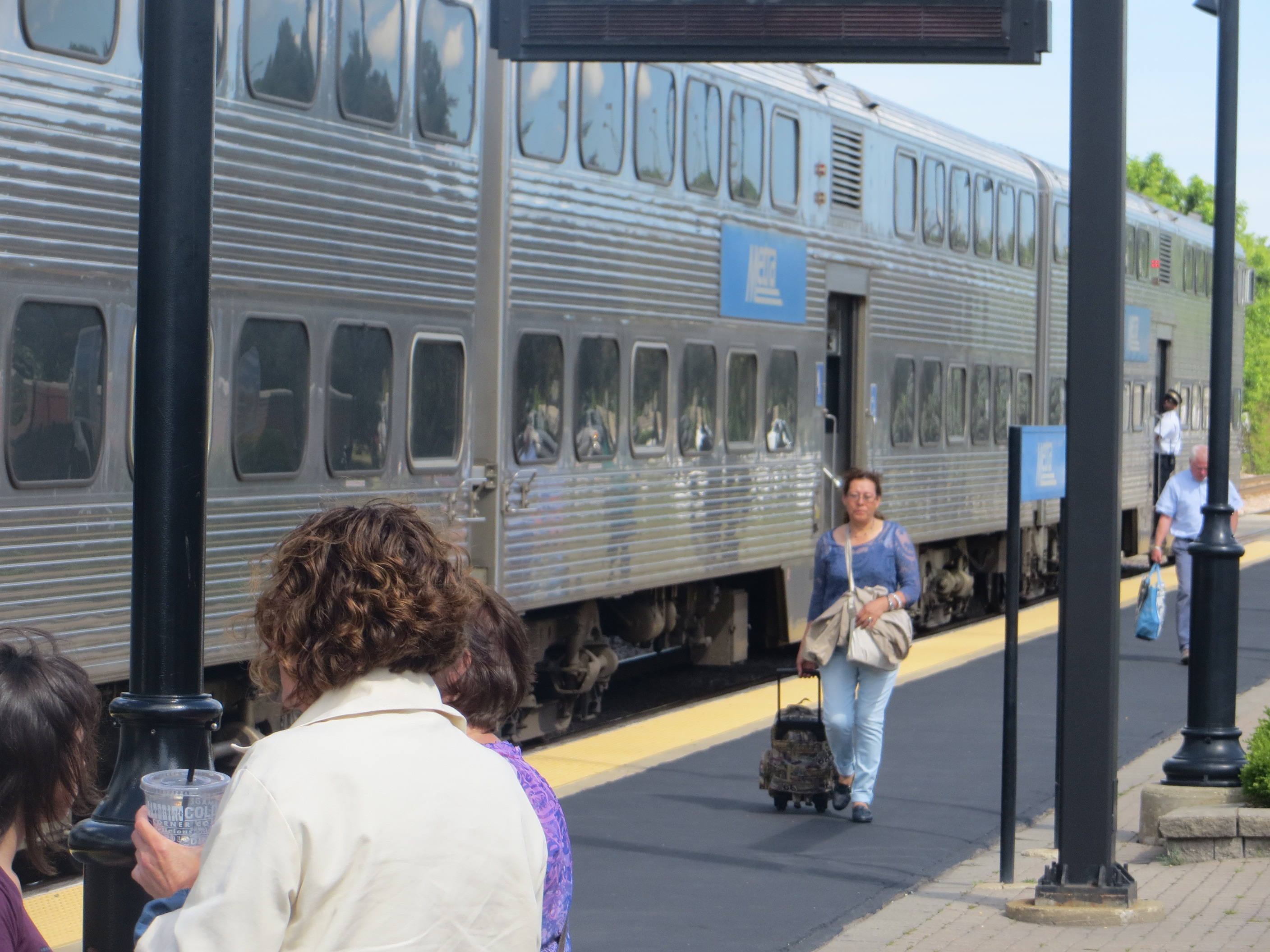
Train Metra en gare de Crystal Lake.
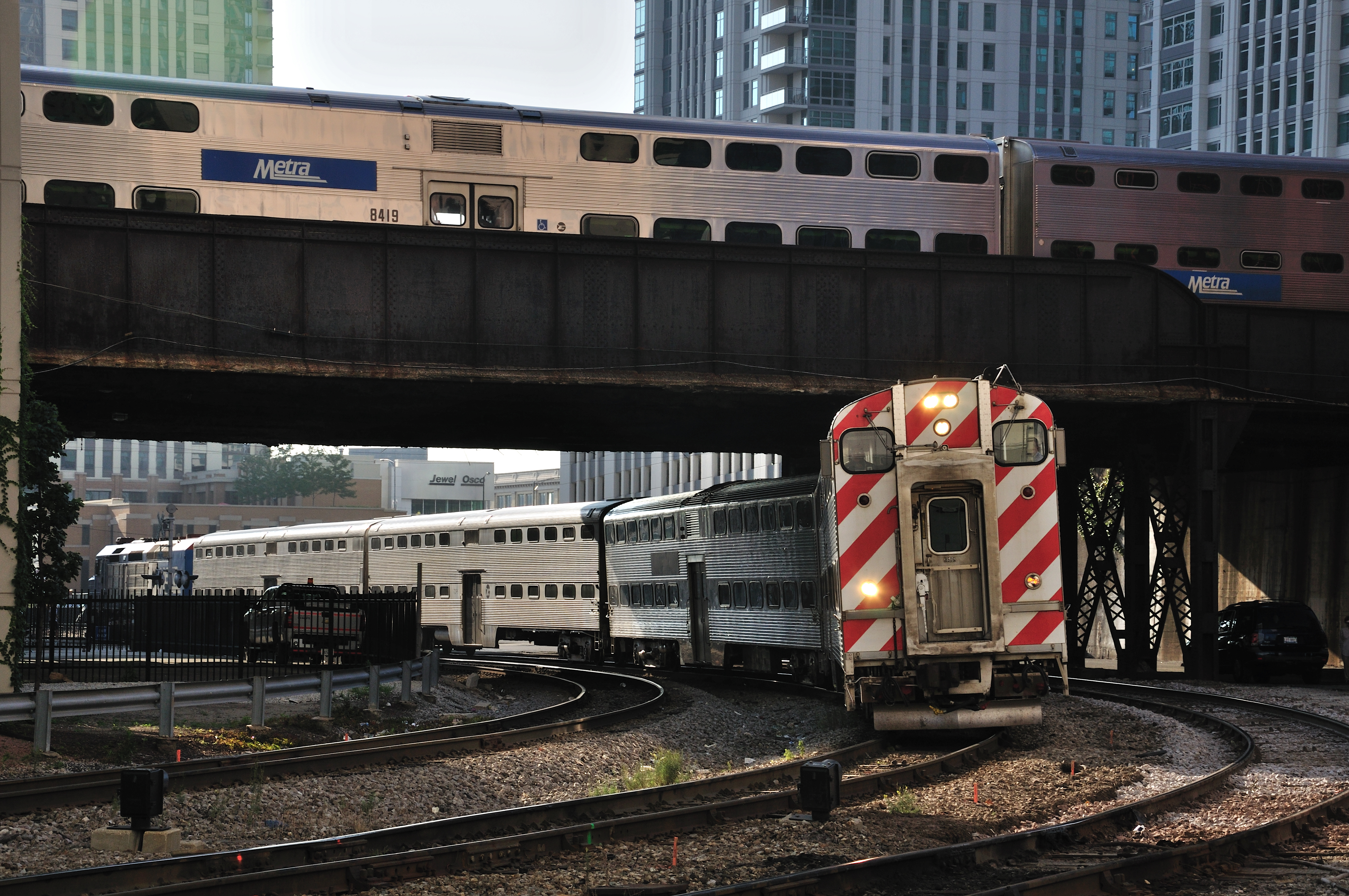
Deux trains Metra à Chicago.
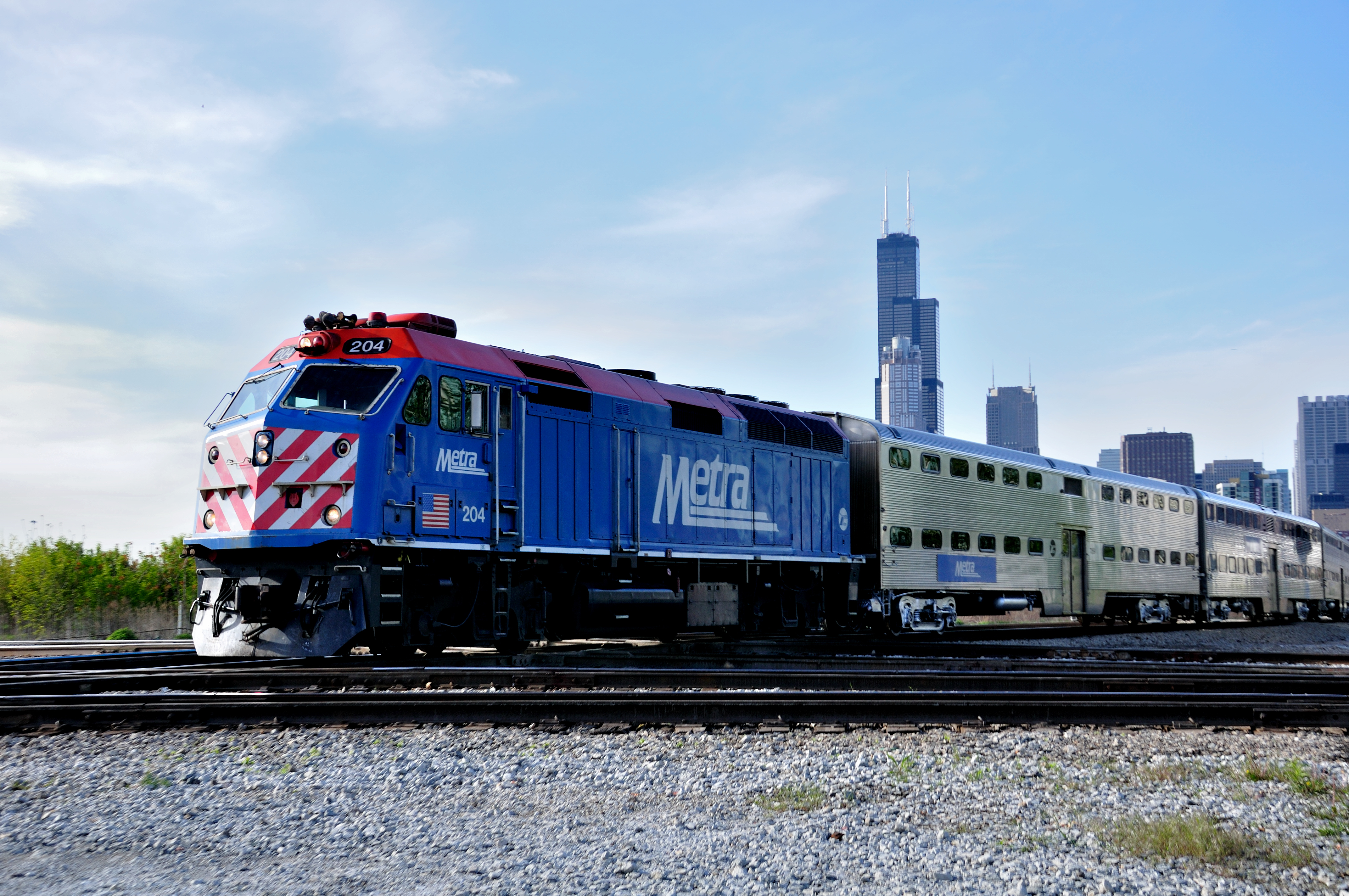
Un train Metra quittant Chicago.
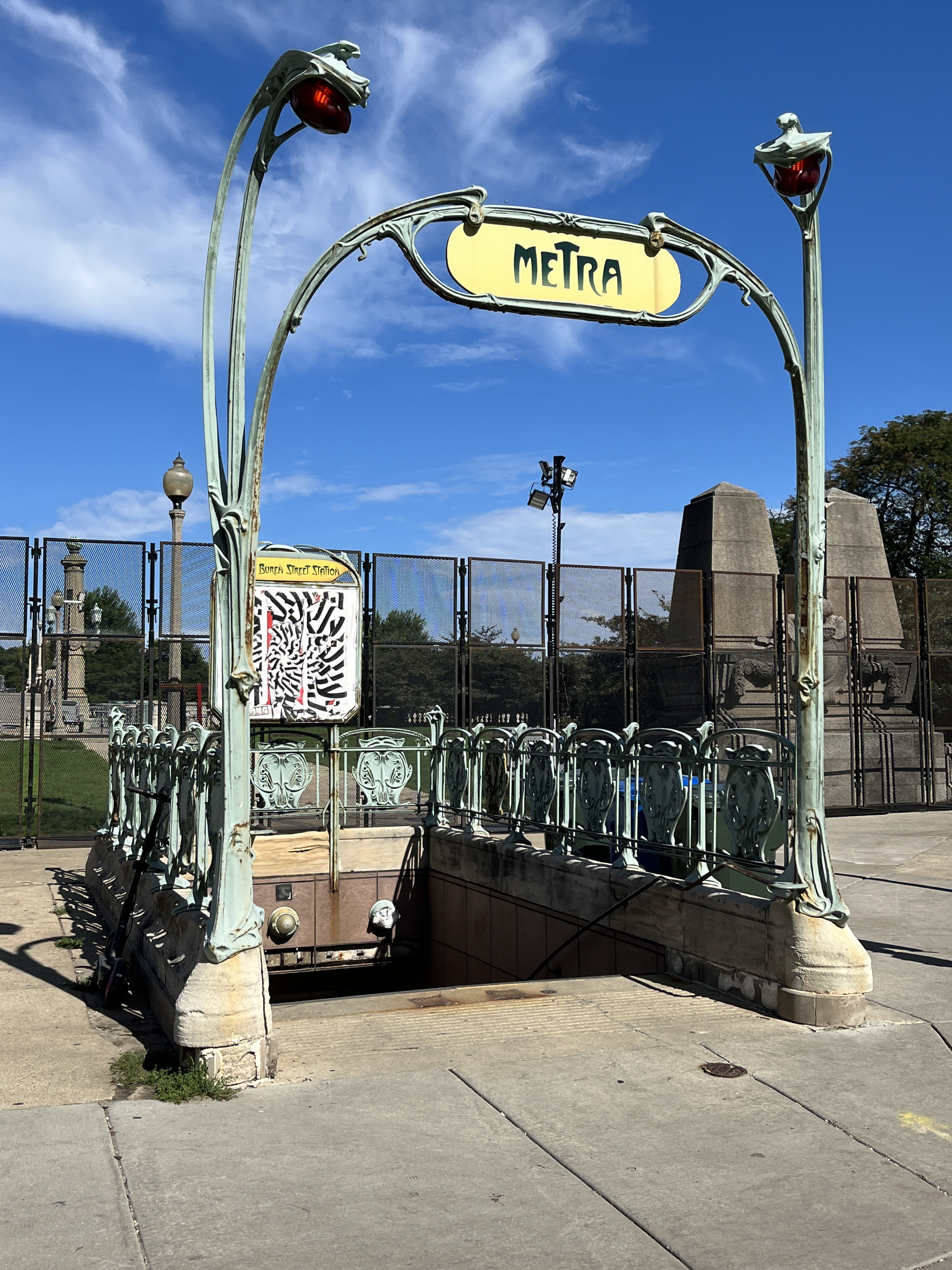
Entrée de la gare de Van Buren Street Station.
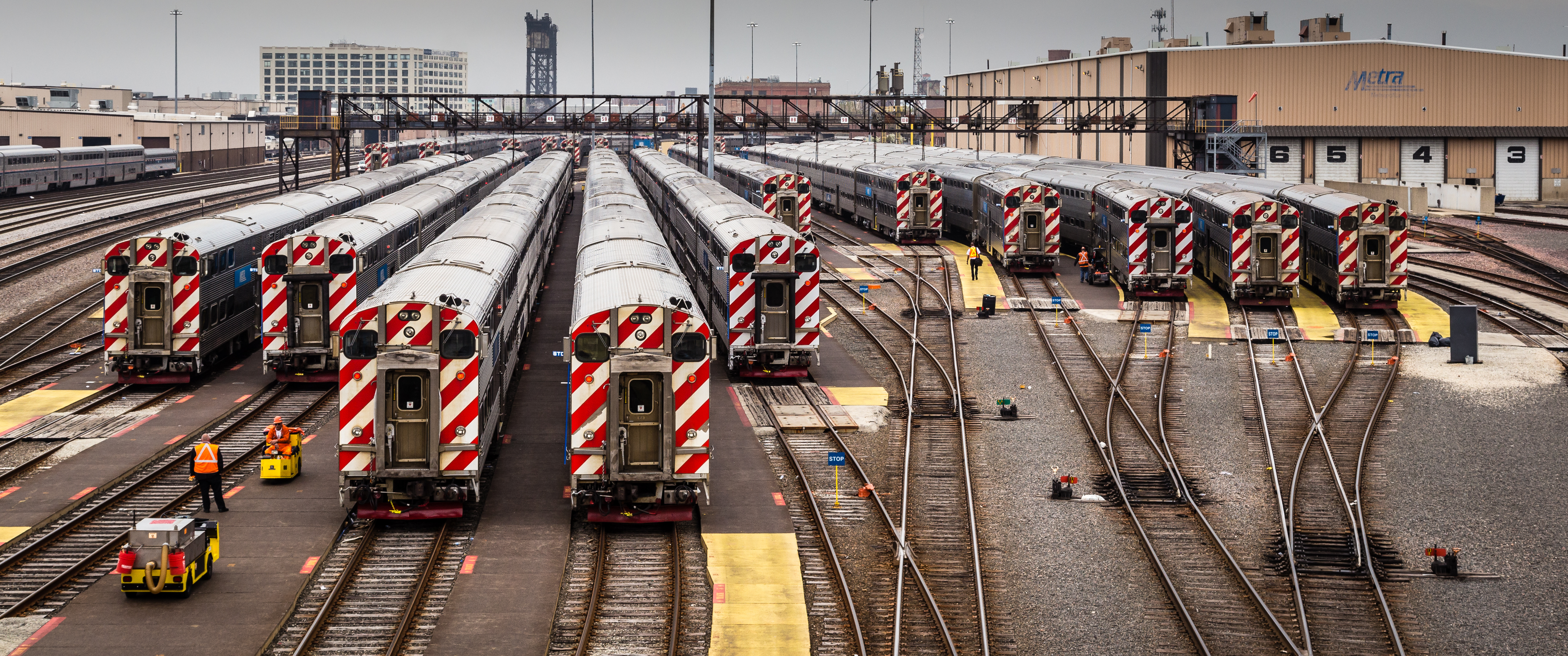
Le dépôt Roosevelt à Chicago.